# 基蘇菲姆大屠殺
2023年10月7日阿克薩洪水行動中，來自加沙走廊的哈馬斯武裝分子入侵以色列南部區的基蘇菲姆基布茲。這次屠殺造成至少8名基布茲居民和6名泰國勞工喪生，至少4人被綁架並被帶到加沙。

## 背景
2023年10月7日上午，哈馬斯對以色列發動突襲。在加沙發射的數千枚火箭彈的掩護下，數百名武裝分子滲透到以色列社區和軍事設施。武裝分子與為數不多的安全部隊交火，並入侵社區，屠殺平民，並將大約162人綁架到加沙地帶，其中包括婦女、老人和嬰兒。

## 屠殺
2023年10月7日，數十名哈馬斯武裝分子入侵基蘇菲姆基布茲 。他們在基布茲進行大屠殺，殺害至少8名基布茲居民以及6名泰國工人。4名基布茲居民被綁架，基布茲建築遭到嚴重破壞。當日晚上，倖存的基布茲居民疏散到死海一家旅館。
10月9日，來自亞實基倫的基布茲奶牛場經理魯文·海尼克請求軍隊允許他進入基布茲奶牛場，以便給大約60小時沒有得到食物和水的奶牛餵食。他在擠奶廳時，一名躲藏在該地點的武裝分子殺害了他。
其中一名受害者吉娜·塞米亞蒂奇是90歲的婦女。她被武裝分子強行帶走並殺害。他們在她家客廳裡拖曳她並朝她的頭部開槍。

## 擊退武裝分子並疏散基布茲居民
第51戈拉尼營的一個排抵達基布茲，擊退武裝分子，並展開了持續數小時的戰鬥。當日下午稍晚時候，士兵們開始疏散被困在家中的基布茲居民。該排8名士兵在戰鬥中陣亡。